# Государственное агентство Украины по вопросам кино
Государственное агентство Украины по вопросам кино (укр: Державне агентство України з питань кіно, известно, как Госкино Украины, (Держкіно України) является агентством правительства Украины предназначен для оказания поддержку и помощь для театра и кино на Украине.
Агентство является правительственной регулятором в области производства кино на Украине.

## История государственного учреждения в области кино в Украине
Первой украинской государственной организацией в области кино был «Украинфильм», которая возникла в августе 1918 году после прихода к власти в Украине Павла Скоропадского и издания им указа об украинизации кино.
13 марта 1922 года на базе Всеукраинского кинокомитета советская власть создала Украинский государственный комитет по кинематографии — Всеукраинское фотокиноуправление. Эта государственная организация объединила всю отрасль кинематографии, включая киностудии, кинопрокат, кинопромышленность, кинообразование и кинопрессы Украины и Крыма в период с 1922 по 1930 год.
После расформирования в начале 1930-х Всеукраинского фотокиноуправление на его месте было создано менее автономную организацию — государственный трест «Украинское кино 1930—1940-х годов». Её последователем позже стал Государственный комитет УССР по кинематографе.
5 августа 1988 Верховный Совет УССР ликвидировала Государственный комитет по кинематографии, Украина фактически осталась без государственного органа ответственного за развитие кино. После обретения независимости, подобную структуру пытается восстановить Юрий Ильенко, создавая в августе 1991 Государственный фонд украинской кинематографии, который просуществовал до 13 мая 1993.
Свою деятельность Госкино восстановила только в 2005 году после постановления Кабинета министров Украины с 22 ноября 2005 года. Первой главой нового Госкино становится Анна Чмиль.
Агентством основана в 1991 году и назывался Фонда национального Кино Украины. В 2006 изменил название на Госслужба по вопросам Кино, а в 2011 году агентство получило свое нынешнее название: Госагентство по вопросам кино.
С 2014 года руководителем является Филипп Ильенко.
Согласно проекту Долгосрочной стратегии развития украинской культуры представленной Министерством культуры Украины 6 октября 2015 в будущем планируется преобразование Госкино Украины в Институт кино.